# باتريك ستامب
باتريك ستومبف (بالإنجليزية: Patrick Stump) هو موسيقي وعازف قيثارة ومغني وملحن ومنتج أسطوانات وممثل أمريكي، ولد في 27 أبريل 1984 في الولايات المتحدة. وهو عازف غيتار الإيقاع في فرقة فول آوت بوي.

## أعمال

### أفلام
- (2005) الدجاجة الآلية

### مسلسلات
- الدجاجة الآلية
- قانون ونظام[7]
- هاوس

## وصلات خارجية
- باتريك ستامب على موقع IMDb (الإنجليزية)
- باتريك ستامب على موقع ألو سيني (الفرنسية)
- باتريك ستامب على موقع ميوزك برينز (الإنجليزية)
- باتريك ستامب على موقع رولينغ ستون (الإنجليزية)
- باتريك ستامب على موقع إن إن دي بي (الإنجليزية)
- باتريك ستامب على موقع أول ميوزيك (الإنجليزية)
- باتريك ستامب على موقع ديسكوغز (الإنجليزية)
- باتريك ستامب على موقع قاعدة بيانات الفيلم (الإنجليزية)
- باتريك ستامب على موقع كينوبويسك (الروسية)